# Pod Šindlovem
Pod Šindlovem je přírodní památka ev. č. 936 v jihozápadním sousedství osady Šindlov, jedné z částí obce Borová Lada v okrese Prachatice. Oblast spravuje Správa NP a CHKO Šumava. Důvodem ochrany je bývalá pastvina s vitálními porosty chráněného jalovce obecného (Juniperus communis).